# Pegylis
Pegylis är ett släkte av skalbaggar. Pegylis ingår i familjen Melolonthidae.

## Dottertaxa tillPegylis, i alfabetisk ordning[1]
- Pegylis angolensis
- Pegylis bennigseni
- Pegylis burgeoni
- Pegylis conspurcata
- Pegylis ertli
- Pegylis gestroi
- Pegylis giraudetae
- Pegylis gracilis
- Pegylis hauseri
- Pegylis kenyensis
- Pegylis kigonserana
- Pegylis lindiana
- Pegylis lineata
- Pegylis lukulediana
- Pegylis maculipennis
- Pegylis mashuna
- Pegylis microchaeta
- Pegylis morio
- Pegylis neumanni
- Pegylis pilosa
- Pegylis pondoensis
- Pegylis rufolineata
- Pegylis rufomaculata
- Pegylis salaama
- Pegylis salernei
- Pegylis tchadensis
- Pegylis tenuitarsis
- Pegylis ugandensis
- Pegylis usambarae
- Pegylis werneri
- Pegylis vestita
- Pegylis zavattarii